# Fontaines (Neuchâtel)
Fontaines es una localidad y antigua comuna suiza del cantón de Neuchâtel, situada en el distrito de Val-de-Ruz. Desde el 1 de enero de 2013 hace parte de la comuna de Val-de-Ruz.

## Historia
La localidad fue mencionada por primera vez en 1228 como Fontanes. La comuna mantuvo su autonomía hasta el 31 de diciembre de 2012. El 1 de enero de 2013 pasó a ser una localidad de la comuna de Val-de-Ruz, tras la fusión de las antiguas comunas de Boudevilliers, Cernier, Chézard-Saitn-Martin, Coffrane, Dombresson, Engollon, Fenin-Vilars-Saules, Fontainemelon, Fontaines, Les Geneveys-sur-Coffrane, Les Hauts-Geneveys, Montmollin, El Pâquier, Savagnier y Villiers.

## Geografía
La antigua comuna se encontraba dividida en tres partes, la primera, en la que se encuentra el núcleo urbano principal limitaba al norte con las comunas de Fontainemelon y Cernier, al este con Engollon, al sureste con Fenin-Vilars-Saules y Valangin, al suroeste con Boudevilliers, y al oeste con Les Hauts-Geneveys. El primer enclave, el más pequeño se encuentra entre las comunas de Les Hauts-Geneveys y Fontainemelon; mientras que el segundo mayor que los primeros se encuentra en la frontera del distrito, por lo que la comuna también limita con La Chaux-de-Fonds, La Sagne y Renan (BE).

## Demografía
En la siguiente tabla se muestra la evolución de la población histórica de la comuna:

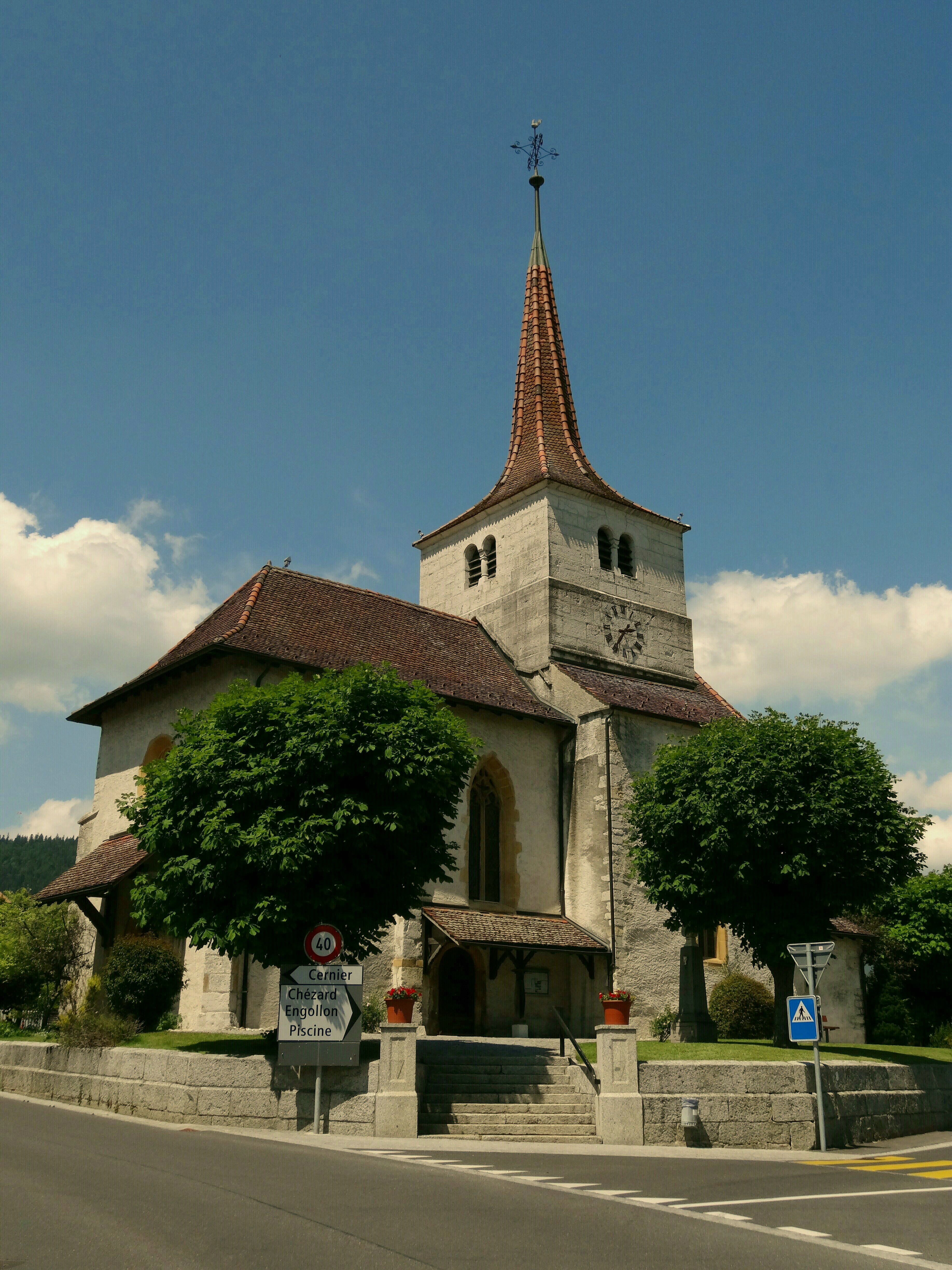
Iglesia de Fontaines.